# Peștera Grota Zânelor
Se află în România, Județul Bistrița-Năsăud, Munții Rodnei, la obârșia Rebrii, pe versantul vestic al Tarniței Prelucii. Peștera este modelată alternativ în calcare cristaline și marne. Este considerată peștera cu coeficientul de ramificație cel mai mare din România.
- Lungime: 4269m (Viehman Iosif 1988).
- Denivelare: -110m.